# Moneda elongada

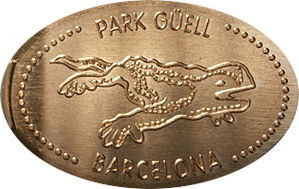
Moneda elongada del Park Güell de Barcelona.

Una moneda elongada és una moneda normal que ha estat estirada o allargada per tracció mecànica encunyant-hi un nou disseny amb la finalitat de crear un souvenir o medalla de record. El col·leccionisme de monedes elongades s'acostuma a incloure dins la exonumia, considerada una branca de la numismàtica.

## Història
Està generalment acceptat que les primeres màquines de monedes elongades van aparèixer als Estats Units, cap els anys 1892-1893, concretament durant l'Exposició Universal de Chicago de 1893 coincidint amb la celebració del IV Centenari del Descobriment d'Amèrica. El primer dissenyador de monedes elongades que es coneix és Charles Damm, que va crear el disseny per a les monedes elongades disponibles a l'Exposició Panamericana celebrada a Buffalo (Nova York), l'any 1901.

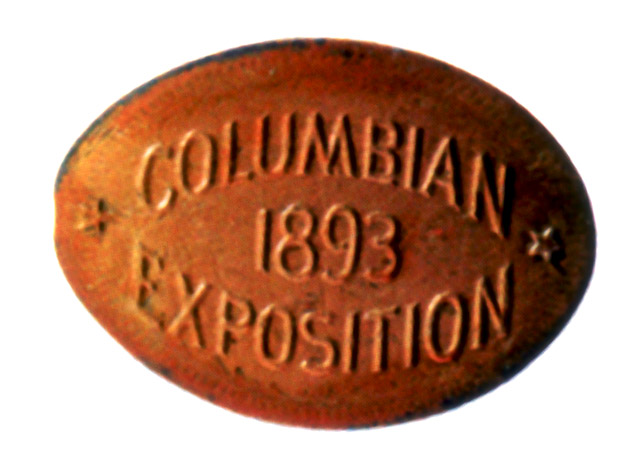
Primera moneda elongada coneguda, de l'Exposició Universal de Chicago (1893)

La primera peça d'aquest tipus a Europa es va realitzar pocs anys després, concretament entre maig i octubre de 1898 a Viena durant la Jubiläumsausstellung (Fira aniversari) que commemorava els 50 anys de govern de l'emperador Francesc Josep I d'Àustria.
Les monedes elongades tenen més de 120 anys d'història, tot i així no s'han realitzat de la mateixa manera ni amb la mateixa facilitat que en l'actualitat, ni a tots els països per igual. Així, als Estats Units es podien trobar en els seus orígens (1892-1965) exclusivament en fires, exposicions i similars. Segons disminuïa la instal·lació de màquines en aquests esdeveniments, van començar a aparèixer firmes privades (comerciants o particulars) (1965-1985) que les venien o regalaven, normalment com a reclam publicitari i el seu èxit va portar al fet que finalitzant aquest període apareguessin les primeres màquines comercials, amb idea d'instal·lar-les en qualsevol lloc susceptible de generar un benefici, tant a l'instal·lador de la màquina com al propietari de l'establiment, la qual cosa ha fet que en els últims anys (1985-actualitat) ja siguin milers les màquines d'aquest tipus repartides per tot el món.
Encara que existeixen exemples aïllats de màquines a Espanya i altres països com el Regne Unit que fa anys que en disposen d'algunes, aquestes màquines s'han començat a instal·lar a Europa amb més freqüència des de l'entrada de l'euro l'any 2002, principalment per dues raons, la primera la similitud de la més habitual de les monedes que s'elonga als Estats Units, el centau de dòlar (encara que també es fa amb monedes de 5, 10 i 25 centaus) amb les monedes de baixa denominació en euros. Concretament el centau de dòlar estaria comprès entre les monedes de 2 i 5 cèntims d'euro (ambdues utilitzades en màquines europees), tant pel seu pes com per la seva grandària, la qual cosa fa fàcilment adaptables les màquines arribades des dels Estats Units a aquestes monedes europees, a més de suposar, la uniformitat d'aquestes monedes en tota la Unió Econòmica i Monetària de la Unió Europea una facilitat de circulació d'aquestes primeres màquines d'un país a un altre.
Una segona raó és l'eliminació dins la zona euro de la prohibició de la destrucció de la moneda si aquesta es realitza en petites quantitats i sense finalitats fraudulentes. Fins a l'entrada de l'euro, molts països europeus, entre ells Espanya, tenien lleis que penaven la destrucció de la moneda fos la que fos la seva quantitat i destinació final, per la qual cosa utilitzar una màquina d'aquestes entraria dins de la il·legalitat.
A Espanya existeixen alguns exemples, anteriors a l'euro, de màquines americanes adaptades per elongar monedes de 5 pessetes de les últimes que van existir (de mòdul petit), però no s'ha aconseguit confirmar que aquestes màquines existissin abans de 1998. Una de les primeres màquines que van encunyar monedes de tipus euro a Espanya (concretament monedes de 2 cèntims) va estar instal·lada l'any 2004 en una tenda del centre de Madrid dedicada a la venda d'objectes commemoratius de l'Enllaç Reial de Felipe VI amb Letizia Ortiz.

## Procés

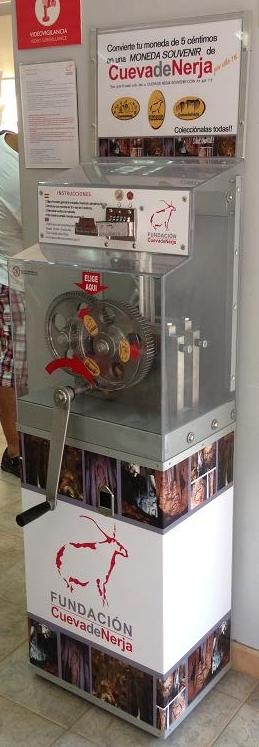
Màquina de monedes elongadas. Cova de Nerja.

Moneda elongada és la traducció literal al català del terme Elongated coin, el més utilitzat en anglès per a aquest tipus de peces. El verb elongar en castellà significa segons la RAE allargar, estirar, fer una mica més llarg per tracció mecànica. I és precisament això el que fan aquest tipus de màquines, encara que als Estats Units s'utilitzen altres tècniques, com pressed (pressionada), squished (deformada), crushed (aixafada), etc. En qualsevol cas tant l'acció realitzada per la màquina com el resultat final són sempre els mateixos.
Bàsicament consisteix en un procés de laminatge. Es fa passar la moneda, normalment de baix valor, entre dos corrons metàl·lics que tenen gravat un motiu prèviament triat. Aquests corrons exerceixen una gran pressió sobre la moneda (d'al voltant de 20 tones) fent que adquireixi una forma ovalada alhora que s'hi imprimeix a sobre el disseny existent en el corró.

## La màquina
Encara que la finalitat de la màquina és sempre la mateixa, hi ha multitud de models diferents. Cada fabricant li dona el seu toc particular tant en el disseny de l'armadura com en les particularitats del mecanisme. Hi ha màquines automàtiques (per tant, elèctriques) i màquines manuals (les més comunes a Espanya). En les elèctriques no cal pràcticament cap acció per la nostra banda, però en les manuals, el moviment del mecanisme el produeix el propi usuari mitjançant una maneta o volant (depenent del model).
Les màquines proporcionen fins a quatre dissenys diferents, a les màquines elèctriques se sol seleccionar quin disseny ens interessa simplement prement un botó i a les manuals haurem de girar el mecanisme prèviament a la introducció de la moneda (mitjançant la mateixa maneta o volant) fins a la posició en la qual es troba el disseny que ens interessa aconseguir.
L'empresa instal·ladora de la màquina, que no sempre n'és la propietària, sol dotar a la màquina d'un disseny adequat al lloc on es troba, dotant-la de colors i/o fotografies atractives i diferenciadores, per provocar l'atenció de l'usuari. Estan situades sempre en llocs de trànsit com per exemple enclavaments culturals o religiosos, parcs d'atraccions, zoològics, monuments o llocs turístics de tota classe.